# سارا توماسی
سارا توماسی (انگلیسی: Sara Tommasi؛ زاده 1999) هنرپیشه و شخصیت تلویزیونی ایتالیایی است. وی نخستین بار در سال ۲۰۰۸ در یک فیلم کمدی ظاهر شد.
نخستین فیلم هاردکور او که سکس صریح و غیر شبیه سازی شده وی را نشان می‌داد، در سال ۲۰۱۲ منتشر شد. 
او با دو بازیکن فوتبال، ماریو بالوتلی و رونالدینیو، قرار ملاقات گذاشته است.